# Министарство финансија Руске Империје
Министарство финансија Руске Империје (рус. Министерство финансов Российской Империи) је било министарство одговорно за финансијску и економску политику у Руској Империји.

## Историјат
За вријеме владавине Ивана III настало је прво финансијско надлештво у виду приказа, којих је за вријеме владавине Алексеја Михајловича било 13. Централна финансијска управа била је, првенствено, концентрисана у приказу Великој благајни. Након оснивања колегијума од стране Петра Великог, финансијска управа прешла је у њихове руке. Четири колегијума су имала у надлежности руковођење финансијама и благајном.
За вријеме владавине Катарине Велике, указом од 14. октобра 1780, била је основана Експедиција о државним приходима, која је 1781. била подијељена на четири самосталне експедиције: прва је руководила приходима, друга — расходима, трећа — ревизијом рачуна, четврта — наплатом дугова и заостатака у плаћању. Све четири експедиције су биле потчињене генерал-прокурору. Колегијуми су били укинути, а финансијски послови су прешли у надлежност благајничких комора. Император Павле I Петрович је указом од 19. новембра 1796. обновио колегијуме, а 4. децембра исте године одвојио је дужности државног благајника од дужности генерал-прокурора.